# Radon

Radon Stage 5.0 2011

Radon Bikes — німецький велосипедний бренд від дискаунтеру велосипедних аксесуарів, одягу і велосипедів H&S Bike Discount GmbH.

## Історія
В 1989 році в місті Бонн Ralf Heisig і Christopher Stahl створюють торгову компанію H&S Bike-Discount GmbH. В 1994 році було продано перші велосипеди під брендом Radon Bikes. В 1999 році було створено інтернет-магазин Bike-Discount. В 2007 році відділ логістики і доставки переїхав в новостворений логістичний центр недалеко від Бонна. В 2013 році магазин переїхав в новостворений магазин спортивних товарів Bike-Discount Megastore в місті Бонн.

## Велоспорт
H&S Bike-Discount GmbH під брендом Radon Bikes є спонсором велоспортсменів в різних велосипедних дисциплінах. Так в 2010 році була заснована команда Radon Factory Downhill Team, на чолі з чотириразовим віце-чемпіоном Німеччини Andi Sieber. 2014-го команда була посилена чемпіоном Австрії 2013 Manuel Gruber. В 2014 році Oliver Fuhrmann створив команду Radon Factory Enduro Team в яку ввійшли молода велоспортсменка Raphaela Richter і шотландець James Shirley. В цьому ж році чемпіон з 4Х кубку світу з маунтбайку 2013, голландець Joost Wichman та Petrik Brückner сформували команду Radon Flow Team. Також отримали підтримку Elisabeth Brandau з команди EBE-Racing Team і Martin Gluth. В 2015 році команди були реструктуризовані. Команда Radon Factory Downhill Team перейшла до національної збірної команди кубку світу з маунтбайку. Radon/Magura Factory Team включає в себе трьох національних чемпіонів (Benny Strasser з Німеччини, Nick Beer з Швейцарії і Manuel Gruber з Австрії). Joost Wichman бере на себе керівництво команди Radon/Magura Factory Enduro Team в участі в третьому чемпіонаті Німеччини за участю велогонщиці Raphaela Richter.
1. ↑  Austrian National Championships - Downhill - Schladming 2013 (youtube). Архів оригіналу за 13 липня 2014.
2. ↑  Joost Wichman - 2013 UCI Fourcross World Champion (vimeo). Архів оригіналу за 1 червня 2016.